# 加拉比高架桥
加拉比高架桥（法語：viaduc de Garabit）是一條在法國康塔爾省靠近吕讷昂马尔热里德，橫跨特呂耶爾河的鐵路高架橋，橋樑位於法國中央高原地區。
高架桥由古斯塔夫·埃菲尔設計，在1882至1884年間修建，由莫里斯·克希林擔任结构工程師，並於1885年啟用。橋樑長565米（1,854英尺），主跨長度165米（541英尺）。

## 背景
在1870年代未，古斯塔夫·埃菲尔創辦的埃菲尔建筑公司與另一名工程師泰奥菲勒·塞里格的合作，已在法國工程界享負盛名。公司在1875至1877年間修建瑪麗亞·皮亞橋，橫跨波爾圖市杜罗河。當政府提出在康塔爾省修建一條連接马尔沃若勒和讷萨格穆瓦萨克的鐵路時，國家工程師注意到當中高架橋工程所遇到的技術問題與瑪麗亞·皮亞橋差不多，因此特呂耶爾河高架橋則在未招標情況下交給了埃菲尔公司，而瑪麗亞·皮亞橋成功修建才使埃菲尔公司能接下此工程。

## 設計
大橋在1885年11月開始單軌行駛，總長度565米（1,854英尺），重3,587公噸（3,530長噸；3,954短噸），實際撓度只有8（0.315英寸），採用拋物線拱設計。大橋離河流高度有124米（407英尺），是當時世上最高的拱橋。整項工程花費310萬法郎。
每天有一量載客列車經過橋樑：法国国家铁路從克莱蒙费朗開往贝济耶，直到2009年9月11日檢查發現樁基礎有裂痕而關閉，經檢修後在翌月重開，但行車速度限制在時速10公里。

大橋遠眺

## 流行文化
1976年《卡桑德拉大桥》電影中的卡桑德拉大桥便是此橋樑。電影中此橋樑已被廢棄了30至40年，橋樑被認為不安全，因此附近居民害怕它會倒塌。

## 外部連結
- Structurae数据库中Garabit Viaduct的数据
- Garabit Viaduct on bridge-info.org （页面存档备份，存于）
- PBS Building Big series databank entry for Garabit Viaduct （页面存档备份，存于）

44°58′31″N 3°10′39″E / 44.97528°N 3.17750°E